# Campeonato Asiático de Atletismo de 2017 - Lançamento de martelo masculino
A prova do lançamento de martelo masculino do Campeonato Asiático de Atletismo de 2017 foi disputada no dia 8 de julho de 2017 no Kalinga Stadium em Bhubaneswar, na Índia. 

## Recordes
Antes desta competição, os recordes mundiais e do campeonato nesta prova eram os seguintes:
|                       | Nome           | Nacionalidade   | Distância | Local     | Data                 |
| --------------------- | -------------- | --------------- | --------- | --------- | -------------------- |
| Recorde mundial       | Yuriy Sedykh   | União Soviética | 86m 74cm  | Estugarda | 30 de agosto de 1986 |
| Recorde do campeonato | Koji Murofushi | Japão           | 80m 45cm  | Colombo   | 10 de agosto de 2002 |
| Recorde asiático      | Koji Murofushi | Japão           | 84m 86cm  | Praga     | 29 de junho de 2003  |

## Medalhistas
| Ouro                  | Prata             | Bronze             |
| Dilshod Nazarov (TJK) | Wang Shizhu (CHN) | Lee Yun-chul (KOR) |

## Resultado final
| Posição           | Atleta              | Nacionalidade | #1    | #2    | #3    | #4    | #5    | #6    | Resultados | Notas |
| ----------------- | ------------------- | ------------- | ----- | ----- | ----- | ----- | ----- | ----- | ---------- | ----- |
| Medalha de ouro   | Dilshod Nazarov     | Tajiquistão   | 71.12 | 72.65 | 75.09 | x     | 75.06 | 76.69 | 76.69      |       |
| Medalha de prata  | Wang Shizhu         | China         | 67.21 | 73.81 | x     | 71.98 | x     | x     | 73.81      |       |
| Medalha de bronze | Lee Yun-chul        | Coreia do Sul | 71.54 | 72.23 | x     | 70.32 | 73.70 | 73.77 | 73.77      |       |
| 4                 | Yudai Kimura        | Japão         | 65.37 | 64.60 | 66.36 | 67.23 | 69.85 | 61.76 | 69.85      |       |
| 5                 | Reza Moghadam       | Irão          | x     | 64.92 | 68.86 | 66.59 | 67.44 | 67.72 | 68.86      |       |
| 6                 | Ryota Kashimura     | Japão         | 67.84 | 68.02 | 67.73 | x     | 67.94 | x     | 68.02      |       |
| 7                 | Ahmed Amgad Elseify | Catar         | x     | 66.27 | 66.71 | 67.19 | 67.81 | 67.54 | 67.81      |       |
| 8                 | Jackie Wong         | Malásia       | 61.05 | 64.17 | x     | x     | x     | 64.84 | 64.84      |       |
| 9                 | Niraj Kumar         | Índia         | x     | 63.07 | 63.26 |       |       |       | 63.26      |       |
| 10                | Ardiansyah Apandy   | Indonésia     | 45.23 | 47.15 | x     |       |       |       | 47.15      |       |
| 11                | Hedayet Md Hossain  | Bangladesh    | x     | 33.76 | 41.21 |       |       |       | 41.21      |       |

Legenda
| Recorde mundial       | Recorde mundial (World record)               |                       | Recorde africano                      | Recorde africano (African) |                                           | Q | Classificado por posição (Qualified) |
| Recorde do campeonato | Recorde do campeonato (Championship record)  | Recorde da América    | Recorde da América (Americas)         | q                          | Classificado por melhor tempo (Qualified) |   |                                      |
| Melhor marca do ano   | Melhor marca do ano (World leading)          | Recorde asiático      | Recorde asiático (Asian)              | DNS                        | Não largou (Did not start)                |   |                                      |
| Recorde nacional      | Recorde nacional (National record)           | Recorde europeu       | Recorde europeu (European)            | DNF                        | Não terminou (Did not finish)             |   |                                      |
| Recorde pessoal       | Recorde pessoal do atleta (Personal best)    | Recorde da Oceania    | Recorde da Oceania (Oceania)          | DSQ / DQ                   | Desclassificado (Disqualified)            |   |                                      |
| Recorde da temporada  | Recorde da temporada do atleta (Season best) | Recorde sul-americano | Recorde sul-americano (South America) | NM                         | Sem marca (No mark)                       |   |                                      |